# (35195) 1994 JD4
1994 JD4 (asteroide 35195) é um asteroide da cintura principal. Possui uma excentricidade de 0.06108330 e uma inclinação de 1.81742º.
Este asteroide foi descoberto no dia 3 de maio de 1994 por Spacewatch em Kitt Peak.